# Lebo Mathosa
Lebo Mathosa, née le 16 juillet 1977 et morte le 23 octobre 2006, est une chanteuse populaire en Afrique du Sud.

## Biographie

### Enfance
Lebo Mathosa est née le 16 juillet 1977 à Daveyton, une petite ville juste à proximité de Johannesbourg, où habitent ses parents, Nomvula Magdeline et Madimetsha Gerriet Mathosa. La famille déménage ensuite à Johannesbourg, où elle découvre la musique popularisée par des artistes comme Brenda Fassie, une de ses idoles. Elle commence à chanter à sept ans dans la chorale de l'église locale.

### Carrière musicale et distinctions
En 1994, à l'âge de 17 ans, elle se lance en musique avec le groupe Boom Shaka et devient leur principale chanteuse. Elle est l'un des rares succès féminins parmi les artistes kwaito, dans une industrie alors dominée par les hommes.
Cinq ans plus tard, en 1999, elle se lance en solo. Son premier album solo, Dream, sorti en 2000, devient disque d'or en quatre semaines. En 2001, elle est primée aux South African Music Awards (SAMA) dans les catégories du Meilleur album de dance pour  Dream, du Meilleur single de dance pour son premier single, Ntozabantu, issu du même album, et de la Meilleure chanteuse. Son prochain album, Drama Queen, sort en 2004, et est de nouveau récompensé aux South African Music Awards, dans la catégorie du Meilleur album de dance.
Elle est nommée pour le prix britannique MOBO en 2006, dans la catégorie Meilleur Artiste africain. Elle est alors célèbre pour ses cheveux teints en blond et les tenues de scène outrageuses qu'elle porte dans ses spectacles. Elle est par ailleurs ouvertement bisexuelle. Elle joue sur scène partout dans le monde, de l'Afrique du Sud à la Malaisie, en passant par le Trafalgar Square à Londres, à l'occasion d'une des plus importantes célébrations du 85e anniversaire de Nelson Mandela. Elle fait également des tournées aux États-Unis avec le spectacle Les Monologues du vagin. Son apparition dans ce spectacle est révélatrice. Cette attitude féministe  combinée avec un jeu sur scène se jouant des stéréotypes sexuels lui valent le surnom de « Nouvelle Madonna des townships ».

### Disparition
Lebo Mathosa meurt dans un accident automobile, à 29 ans, à Johannesbourg, à la suite de la perte de contrôle du véhicule par son chauffeur.